# Friedrichswalde

Friedrichswalde  est une commune de l'arrondissement de Barnim, dans le Land de Brandebourg, en Allemagne.